# 程光陽
程光陽（?—？），號澹近，福建興化府莆田縣民籍，泉州府晋江县人。

## 生平
萬曆四十年（1612年）壬子科福建鄉試第二十名舉人，萬曆四十四年（1616）丙辰科二甲二十二名进士，禮部觀政，四十五年授户部主事，天啓元年管九江鈔關，本年升江西司员外郎，二年升浙江司郎中。天启二年（1622年）任廣州府知府，四年七月因米贵造成民变，被殴。五年考察去職。

## 家族
曾祖程良和。祖父程得益。父程鎬。

## 引用
1. ↑  《萬曆四十四年丙辰科進士序齒録》：程光阳，澹近，易四房，庚寅十二月二十日生。